# 八千代病院
社会医療法人財団新和会 八千代病院（しゃかいいりょうほうじんざいだんしんわかい やちよびょういん）は、愛知県安城市にある病院である。

## 診療科
- 内科
- 消化器内科
- 循環器内科
- 呼吸器内科
- 腎臓内科
- 内分泌・代謝内科
- 人工透析内科
- 神経内科
- 小児科
- 外科
- 消化器外科
- 血管外科
- 乳腺外科
- 呼吸器外科
- 肛門外科
- 麻酔科
- ペインクリニック外科
- 整形外科
- 脳神経外科
- 産婦人科
- リハビリテーション科
- 皮膚科
- 泌尿器科
- 眼科
- 耳鼻咽喉科
- 放射線科
- 臨床検査科
- 病理診断科
- 救急科

## 特徴
社会医療法人財団新和会が運営している。420床（一般病棟 270床・地域包括ケア病棟 46床・療養病棟 52床・回復期リハビリテーション病棟 52床）を有しており、安城市においては安城更生病院に次ぐ規模の病院である。急性期医療のみでなく、産科病棟、リハビリテーション病棟、地域包括ケア病棟、療養病棟を持ち、さらに検診センター、在宅部門を設置しているケアミックス病院である。

## 歴史
- 1900年（明治33年） - 田中純平が田中病院を開院。
- 1944年（昭和19年） - ワシノ病院に改称。
- 1949年（昭和24年） - 財団法人八千代病院に改称。
- 1950年（昭和25年） - 愛知紡績株式会社が経営母体となる。
- 1990年（平成2年） - 医療法人財団新和会八千代病院が設立される。
- 2000年（平成12年） - 八千代病院100年祭を開催。
- 2005年（平成17年）5月1日 - 現在地に移転。

## アクセス
- 名鉄名古屋本線新安城駅南口より徒歩7分。
- あんくるバス（西部線、北部線）「八千代病院」下車